# Colonia Margarita Maza de Juárez
Colonia Margarita Maza de Juárez är en ort i Mexiko.   Den ligger i kommunen Cuauhtémoc och delstaten Chihuahua, i den nordvästra delen av landet, 1 300 km nordväst om huvudstaden Mexico City. Colonia Margarita Maza de Juárez ligger 2 030 meter över havet och antalet invånare är 531.
Terrängen runt Colonia Margarita Maza de Juárez är platt åt nordväst, men åt sydost är den kuperad. Runt Colonia Margarita Maza de Juárez är det ganska glesbefolkat, med 24 invånare per kvadratkilometer. Närmaste större samhälle är Granjas el Venado, 1,2 km öster om Colonia Margarita Maza de Juárez. Trakten runt Colonia Margarita Maza de Juárez består till största delen av jordbruksmark.